# Johann Culemeyer
Johann Heinrich Theodor Friedrich „Hans“ Culemeyer (* 16. September 1883 in Hannover; † 20. Januar 1951 in Nordholz, Landkreis Cuxhaven) war ein deutscher Ingenieur, der durch die Entwicklung des Straßenrollers, umgangssprachlich „Culemeyer“ genannt, für die Deutsche Reichsbahn-Gesellschaft (DRG) bekannt wurde.

## Leben

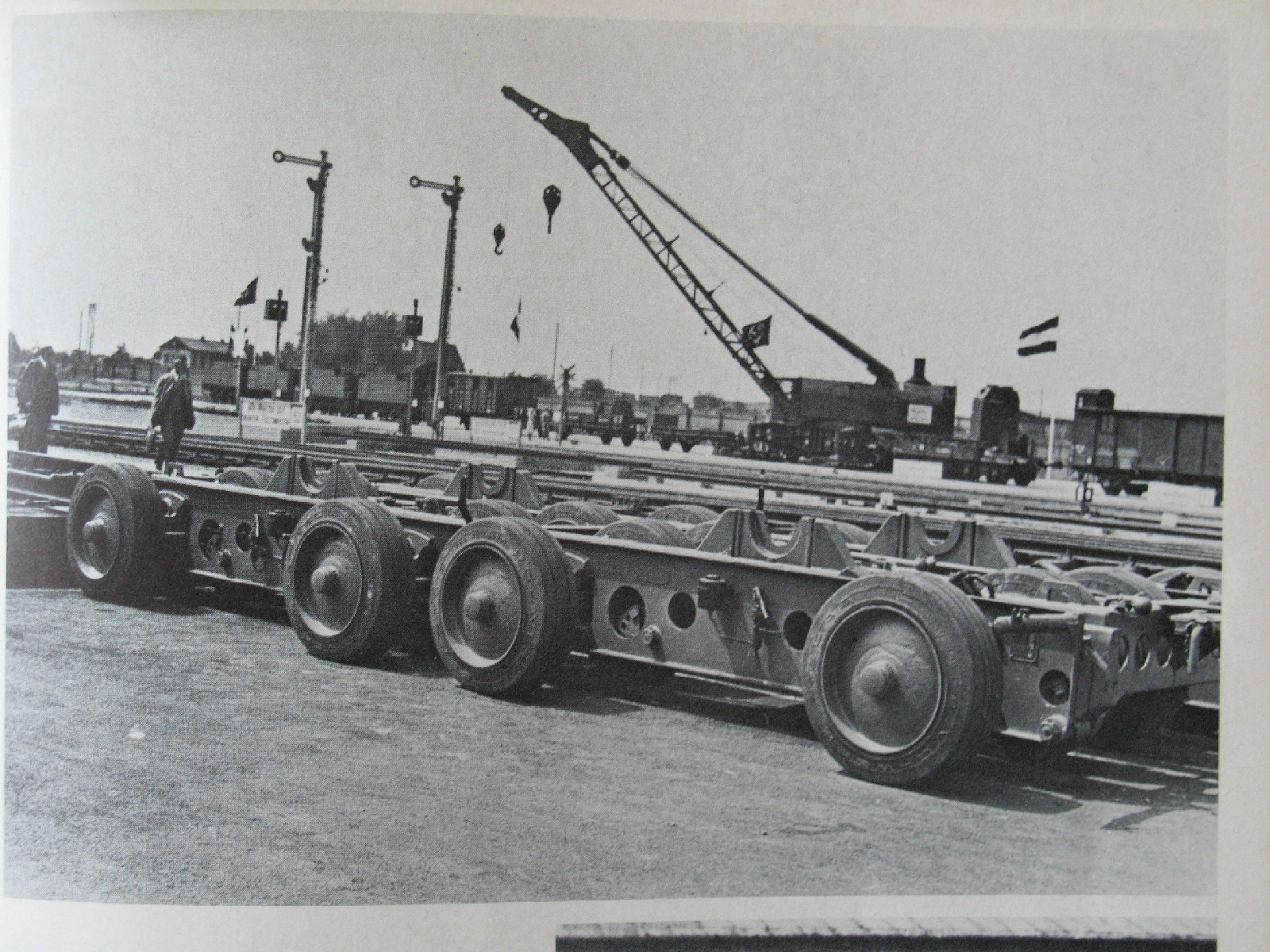
Culemeyer-Straßenroller von 1935

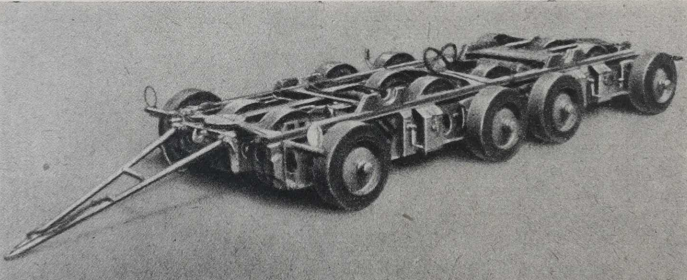
Culemeyer-Anhänger nach Luftwaffendienstvorschrift D. (Luft) T. 8213

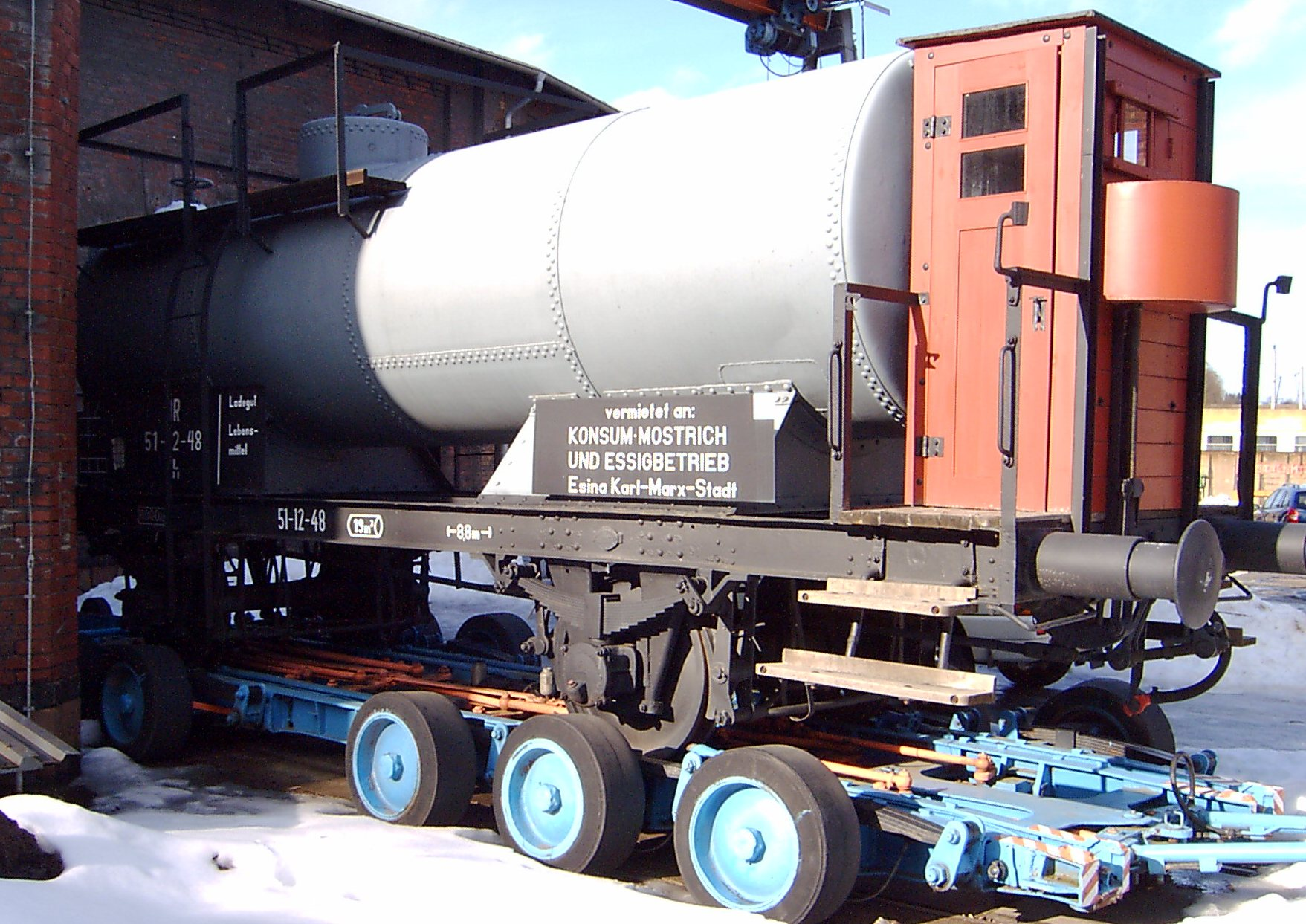
Culemeyer-Straßenroller im Eisenbahnmuseum Chemnitz

Johann Culemeyer wurde am 16. September 1883 in Hannover als Sohn des Kaufmanns Otto Culemeyer geboren. Nach Erhalt des Reifezeugnisses leistete er 1902/03 seinen Militärdienst ab. 1908 beendete er sein Studium an der Technischen Hochschule Hannover mit dem Abschluss als Diplom-Bauingenieur. Danach ging er in die Ausbildung zum Regierungsbauführer zur Königlichen Eisenbahndirektion Hannover (1909–1912), nach Abschluss der Ausbildung wurde er Streckenbaumeister bei der Bauabteilung Celle-Braunschweig und Peine. 1921 wurde er zum Regierungsbaurat befördert und absolvierte von 1922 bis 1923 ein einjähriges maschinentechnisches Sonderstudium an der Technischen Hochschule Berlin. Er wechselte in den maschinentechnischen Dienst der Reichsbahn an das Reichsbahn-Zentralamt in Berlin, wo er anschließend im Dezernat für den Bau von Güterwagen für besondere Zwecke tätig war. Im Jahr 1927 wurde er zum Dezernent für Sondergüterwagen berufen.
Ab 1930 war Culemeyer als Reichsbahn-Oberbaurat im Zentralamt Berlin für Maschinenbau unter anderem an der Weiterentwicklung der englischen Schienen-Straßen-Wagen und der französischen Wechselfahrzeuge beteiligt. Unter dem Namen „Fahrbares Anschlussgleis“ wurde der von ihm entwickelte Straßenroller am 29. November 1931 zum Patent angemeldet; das Patent wurde am 9. November 1933 erteilt. Im Jahr 1933 wurde der Straßenroller, seine Funktionen sowie die Überladevorgänge auf dem Anhalter Güterbahnhof in Berlin öffentlich vorgestellt. Dieser Anhänger ermöglichte die Beförderung von Güterwagen und Schwerlasten auf der Straße.
Johann Culemeyer entwickelte verschiedene Bauarten von Straßenrollern für unterschiedliche Anforderungen. Er promovierte 1934 mit der Arbeit „Das Straßenfahrzeug für Eisenbahnwagen, eine Verkehrsaufgabe und ihre Lösungen“. Im selben Jahr trat er dem NSKK bei. Im Jahr 1935 wurde er Reichsbahndirektor im Dezernat Bau, Einkauf und Betrieb von Straßenfahrzeugen für Eisenbahnwagen und übernahm die Leitung der Kraftwagenabteilung. Am 14. Januar 1940 beantragte er die Aufnahme in die NSDAP und wurde zum 1. Juni desselben Jahres aufgenommen (Mitgliedsnummer 7.623.525). 1945 zog Johann Culemeyer nach Göttingen und arbeitete nach Kriegsende zusammen mit der Waggonfabrik Uerdingen am Export von Straßenrollern nach Skandinavien weiter.
Johann Culemeyer verstarb am 20. Januar 1951 in Nordholz im Alter von 67 Jahren, er wurde in Göttingen begraben.
Am 4. November 1976 wurde eine Privatstraße der Verwaltung des ehemaligen Reichsbahnvermögens (VdeR) in Berlin-Marienfelde (Bezirk Tempelhof) nach Johann Culemeyer benannt. Die Straße ist für den öffentlichen Verkehr zugelassen und bildet eine Sackgasse mit mehreren Industrieanliegern. In der Nachbarschaft befindet sich auch die Schwechtenstraße; diese wurde nach dem Architekten des Anhalter Bahnhofs benannt.

## Schriften
- Die Eisenbahn ins Haus. Otto Elsner Verlagsgesellschaft, Berlin 1939